# Павловка (Колпнянский район)
Павловка — деревня в Колпнянском районе Орловской области. Входит в состав Ушаковского сельского поселения. Население — 37 чел. (2010).

## География
Павловка находится на Среднерусской возвышенности, в юго-восточной части области, в южной части поселения. Территория компактная, предлагается изменение границы д. Павловка путем включения земель сельскохозяйственного назначения.
Уличная сеть не развита.
Климат
Климат умеренно континентальный; средняя температура января −8,5 °C, средняя температура июля +18,5 °C. Среднегодовая температура воздуха составляет +4,6 °C. Годовое количество осадков 500—550 мм, в среднем 515 мм. Количество поступающей солнечной радиации составляет 91-92 ккал/см². По агроклиматическому районированию деревня Павловка, также как и весь район, относится к южному с коэффициентом увлажнения 1,2-1,3. Преобладают юго-западные ветры.
Часовой пояс
деревня Павловка, как и вся Орловская область, находится в часовой зоне МСК (московское время). Смещение применяемого времени относительно UTC составляет +3:00.

## Население
| 2010 |
| ---- |
| 37   |

Национальный состав
Согласно результатам переписи 2002 года, в национальной структуре населения русские составляли 98 % от общей численности населения в 66 жителей

## Инфраструктура
Жилая застройка на территории населенного пункта представлена индивидуальной застройкой.
Свинотоварная ферма (поголовье — 50 шт) д. Павловка III класса.
«Существует необходимость включения в границы населенного пункта участков для расположения объектов социальной инфраструктуры, жилой застройки, расположенных вне границ населенного пункта». Предлагается возвести: оздоровительно-банный комплекс (на 10 мест), магазин — первая очередь; детский сад и ФАП (на 10 мест) — в расчетный срок.

## Транспорт
Находится на автодороге регионального значения «Дросково — Колпны» (идентификационный
номер 54 ОП РЗ 54К-11) (Постановление Правительства Орловской области от 19.11.2015 N 501 (ред. от 20.12.2017) «Об утверждении Перечня автомобильных дорог общего пользования регионального и межмуниципального значения Орловской области»). Остановка общественного транспорта «Павловка».